# Klaus Ehrlich
Klaus Ehrlich (* 1941 in Lobositz) ist ein Film- und Fernsehproduzent.

## Leben
Aus seiner Heimat Sudetenland von den Tschechen bei Kriegsende 1945 vertrieben, kam er im Alter von vier Jahren nach Aschersleben. Dort ging er zur Schule und legte 1960 das Abitur ab. Dann studierte er an der Fachschule für angewandte Kunst in Berlin Werbung und Gestaltung.
In der DDR sammelte er erste Fernseherfahrungen in einer Tätigkeit beim Werbefernsehen. 1970 schloss er ein externes Studium der Dramaturgie und Regie an der Filmhochschule Potsdam-Babelsberg ab. Seitdem drehte er Filme über Mode, aber auch Filme zu Musiktiteln, zum Beispiel mit Helga Hahnemann.
Seine wichtigste Sendung war seit Mitte der 1970er Jahre bis 2012 Mode mal Ehrlich, die seit 1996 viermal im Jahr lief.
Einige Jahre produzierte er auch den ARD-Ratgeber Reise. Produktionsleiter war er 2011 für die ARD-Krimireihe Alles Klara.
Ehrlich hat zwei Kinder.

## Filmografie
- 1985: Wo Preußens Grenadiere schliefen  (Regie mit Sabine Grote)